# Oust-Marest
Oust-Marest ist eine nordfranzösische Gemeinde mit 612 Einwohnern (Stand 1. Januar 2022) im Département Somme in der Region Hauts-de-France.

## Geografie
Oust-Marest liegt am Südwestrand der Picardie etwa 70 Kilometer nordwestlich von Amiens, dem Hauptort des Départements, 28 Kilometer südwestlich von Abbeville, dem Hauptort des Arrondissements, und 5,9 Kilometer östlich vom Hafen von Tréport am Ärmelkanal. Nachbargemeinden von Oust-Marest sind Ponts-et-Marais im Westen, Méneslies im Nordosten, Bouvaincourt-sur-Bresle im Südosten und Saint-Pierre-en-Val im Südwesten. Das Gemeindegebiet umfasst 580 Hektar, die mittlere Höhe beträgt 60 Meter über dem Meeresspiegel, die Mairie steht auf einer Höhe von 10 Metern. Die Bresle fließt durch das Gemeindegebiet.
Oust-Marest ist einer Klimazone des Typs Cfb (nach Köppen und Geiger) zugeordnet: Warmgemäßigtes Regenklima (C), vollfeucht (f), wärmster Monat unter 22 °C, mindestens vier Monate über 10 °C (b). Es herrscht Seeklima mit gemäßigtem Sommer.

## Geschichte
In der Nähe der Gemeinde wurden Reste der gallo-römischen Ortschaft Augusta gefunden. Oust-Marest wurde in der Vita Walarici (7.+11. Jh.) zum ersten Mal urkundlich als Augusta erwähnt. Der Heilige Walaricus besuchte der Legende nach die Ortschaft und vollbrachte dort Wunder, woraufhin sich die Einwohner bekehren ließen und Walaricus zu ehren eine Kirche bauten. Der Ortsname änderte sich im Lauf der Zeit. 1123 wurde die Gemeinde Austa genannt, als Aouste ist sie auf der Cassini-Karte von 1757 verzeichnet. Die Einwohner werden heute noch als Aoustois(es) bezeichnet.
Oust-Marest erhielt 1793 im Zuge der Französischen Revolution (1789–1799) den Status einer Gemeinde (als Marest) und 1801 das Recht auf kommunale Selbstverwaltung (als Ouste).

## Sehenswürdigkeiten
In der Kirche Saint-Pierre aus dem 12. Jahrhundert befindet sich die Grabplatte von Raoul d’Aoust der 1269 verstarb. Die Grabplatte wurde 1907 als Monument historique (‚historisches Denkmal‘) klassifiziert. Außerdem befindet sich dort eine Skulptur, die die Grablegung Jesu darstellt. Sie stammt aus dem 16. Jahrhundert und wurde ebenfalls 1907 als Monument historique eingestuft.

## Wirtschaft und Infrastruktur
Es gibt vor Ort eine Gießerei und eine Schlosserei. Wichtige Erwerbszweige der Aoustois sind Futtermittelherstellung und die Zucht von Hausrindern. Auf dem Gemeindegebiet gelten kontrollierte Herkunftsbezeichnungen (AOC) für Lammfleisch (Prés-salés de la baie de Somme). Die Lämmer weiden auf salzigen Wiesen an der Somme-Bucht. Außerdem gelten durch die Nähe zur Normandie geschützte geographische Angaben (IGP) für Schweinefleisch (Porc de Normandie) und Geflügel (Volailles de Normandie).
Es gibt eine durch das Comenius-Programm geförderte Europaschule in der Gemeinde.